# Common Use Self Service
Common Use Self Service (CUSS) är en IT-standard för självbetjäningskiosker. Standarden definierades av samarbetsorganisationen för flyg IATA 2003. Standarden baseras på CORBA och anger hur man kan utveckla tillämpningsprogram (applikationer) för standardiserade kiosker. CUSS-kiosker ställs ut flygplatser eller andra publika ställen och innehåller applikationsprogram från flera flygbolag. Passageraren kan då välja det flygbolag han reser med på en pekskärm och därefter checka in sig och få boardingkort och ibland även bagageetiketter utskrivna.
CUSS-kioskerna har den fördelen att istället för att ha en stor mängd av kiosker för varje flygbolag separat, kan man ha ett betydligt mindre antal som dock var och en kan betjäna passagerare från alla bolag.